# آرتور بروکفیلد
آرتور بروکفیلد (انگلیسی: Arthur Brookfield؛ 1870 – ۱۹۳۰) بازیکن فوتبال اهل بریتانیا بود.
از باشگاه‌هایی که در آن بازی کرده‌است می‌توان به باشگاه فوتبال استوک سیتی و باشگاه فوتبال کرو آلکساندرا اشاره کرد.